# Ijevsk
Ijevsk (ru. Ижевск) este un oraș din Republica Udmurtia, Federația Rusă și are o populație de 632.140 locuitori. Ijevsk este capitala Republicii Udmurtia. 

## Personalități marcante
- Evgheni Dragunov (1920–1991), creator de arme rus
- Alina Zaghitova (n. 2002), patinatoare rusă care concurează la individual feminin